# Administrador de Infraestructuras Ferroviarias
Administrador d'Infraestructures Ferroviàries (ADIF) és una empresa estatal i fou creada a través de la Llei Ferroviària aprovada a Espanya quan la Unió Europea va sol·licitar la progressiva liberalització del mercat del ferrocarril. Depèn del Ministeri de Foment.
Les normatives de la Unió Europea exigeixen diferenciar l'activitat de gestió de les infraestructures ferroviàries (que es considera un monopoli estatal) i els operadors que ofereixen serveis de transport, mercat obligat a admetre competència de manera similar a la telefonia, la telefonia mòbil o la xarxa elèctrica.

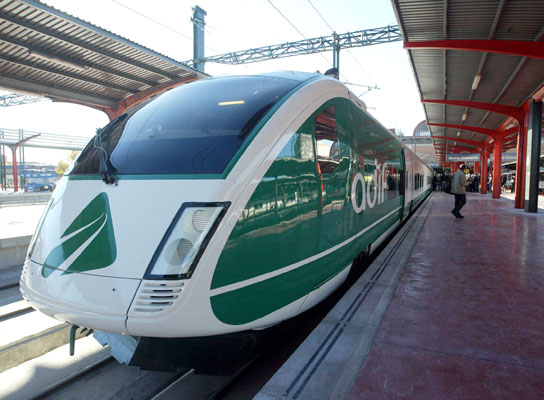
Talgo "Virgen del Rocio"

La llei aprovada per l'Estat va fer que l'1 de gener de 2005 finalitzés el monopoli establert fins llavors per part de la companyia estatal RENFE i l'empresa va dividir-se en dues seccions:
- Renfe Operadora: operadora de transport de mercaderies i passatgers en règim de competència amb altres possibles operadors europeus interessats en el mercat ferroviari espanyol.
- Adif: Entitat estatal que gestiona les infraestructures (vies, estacions i senyalització entre altres) cobrant un cànon a les empreses usuàries de la xarxa. En l'actualitat però, l'única operadora és Renfe a causa de la lenta actuació de l'Estat en la liberalització d'aquest mercat.

Així Renfe Operadora s'encarrega del transport de passatgers en un teòric règim de lliure competència (tot i que a la pràctica ADIF encara no ha establert cap concurs d'adjudicació de llicències) i ADIF manté el monopoli en el manteniment i ampliació de la infraestructura ferroviària a Espanya. Des de l'1 de gener de 2013 ADIF també gestiona la infraestructura de les vies estretes de Feve.
Al voltant del 2019 hi hagué una polèmica perquè el Col·legi d'Arquitectes de Catalunya va denunciar que una clàusula per a la licitació de les obres de "reordenació de l'estació de Sants que obligava l'empresa adjudicatària a tenir una oficina tècnica plenament operativa dins de l'àrea metropolitana de Madrid". El Tribunal Administratiu Central de Recursos Contractuals, el qual depèn del Ministeri d'Hisenda, els donà la raó i va fer que s'eliminara la clàusula exigida per ADIF.